# La carreta de heno
La carreta de heno o El carro de heno (The Hay Wain, en inglés) es un conocido cuadro del pintor romántico británico John Constable. Está datado en 1821. Se trata de un óleo sobre tela que mide 130,5 centímetros de alto por 185,5 centímetros de ancho. Actualmente se conserva en la National Gallery de Londres, Reino Unido.

## Descripción
Muestra un carro o carreta de heno cerca de Flatford Mill (El molino de Flatford) sobre el río Stour en Flatford, Suffolk, donde Constable pasó su infancia. El molino de Flatford pertenecía al padre de Constable y la casa del lado izquierdo pertenecía a este sin alteraciones, pero no queda ninguno de los árboles que pueden verse en el cuadro. El nivel del agua es también más alto puesto que esa zona de East Anglia se ha hundido en el mar un pie (30 cm) desde la época de Constable.
En primer plano, dos figuras vadean el río conduciendo un carro de heno, viejo y destartalado. Parece haberse atascado en una zona de agua estancada. Dos caballos tiran del carro. Aparece un perro, lo que pone de manifiesto el interés de Constable por los detalles. Al fondo se pueden ver amplios campos de heno. Una luz cálida baña toda la composición.

## Estilo

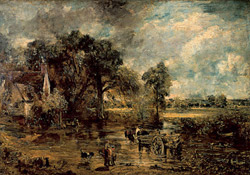
Boceto ejecutado por Constable como referencia para su pintura La carreta de heno.

Constable presenta en sus paisajes la vida campesina tal como la veía, con sencillez, sin idealizaciones. Transmite la imagen de un universo natural, en el que el ser humano, los animales y el paisaje conviven en armonía. Como en todas las obras de Constable, destaca el estudio del cielo y la luz. Las condiciones atmosféricas muestran un cielo típicamente inglés, cubierto de nubes, que pasa en seguida de la lluvia al sol.
De hecho, John Constable escribió en una carta dirigida a un amigo: 

El paisajista que no hace a los cielos una parte material de su composición, niega en vano a uno de los más grandes apoyos....El cielo es la fuente de luz en la naturaleza, y gobierna todo.

Para facilitar la realización de su cuadro, Constable pintó al aire libre varios estudios en óleo de cada uno de los elementos que componen su cuadro, percibiendo la luz en su estado natural y sin la artificialidad que se obtiene cuando se ejecuta la pintura en el taller. Muchos de estos bocetos revelan una pincelada espontánea, que podría categorizarse dentro del impresionismo. Sin embargo, la versión final de la pintura de Constable perdió la pincelada suelta de los bocetos, ya que debía adaptarse a los fundamentos promulgados por la Academia de Bellas Artes.

## Recepción
La carreta de heno es reverenciada en la actualidad como una de las mejores pinturas británicas, pero cuando se mostró originalmente en la Royal Academy en 1821, con el título de Landscape: Noon (Paisaje: Mediodía), no consiguió encontrar comprador. Esta obra, sin embargo, causó sensación entre los pintores románticos franceses, especialmente en Géricault y Delacroix, por su frescura cromática y por la libertad de su factura.
Théodore Géricault la vio en su visita a Londres y muy pronto comenzó a alabar a Constable en París, donde un marchante, John Arrowsmith, compró cuatro pinturas, incluida La carreta de heno, que se exhibió en el Salón de París de 1824. En esa exposición, La carreta de heno fue distinguida con una medalla de oro que le dio el rey Carlos X de Francia, y un molde de escayola del mismo se incorporó al marco del cuadro. Las obras de Constable en la exposición inspiraron a una nueva generación de pintores franceses, incluyendo a Eugène Delacroix.
Sobre el colorido de Constable, Delacroix escribió en su diario: «Lo que él dice aquí sobre el verde de sus prados puede aplicarse a cada uno de sus tonos». Delacroix decidió cambiar el tono de La matanza de Quíos (1824) después de ver los Constable en la Galería Arrowsmith, que dijo que le había hecho mucho bien.
El cuadro fue votado como la segunda mejor pintura en el Reino Unido en una consulta de 2005 organizada por el programa Today de la BBC Radio 4, tras el cuadro El «Temerario» remolcado a su último atraque para el desguace  de J. M. W. Turner.